# RIS Swiss Section – Deutschsprachige Schule Bangkok
Die RIS Swiss Section – Deutschsprachige Schule Bangkok (ehem.: Deutschsprachige Schule Bangkok; Swiss School Bangkok) ist eine private Schweizer Auslandsschule mit Deutsch und Englisch als Unterrichtssprachen, die 1963 gegründet wurde. Sie wird offiziell von der Schweiz und der Bundesrepublik Deutschland gefördert, welche die Schule durch die Entsendung von Auslandsdienstkräften unterstützt. Die Schule befindet sich im Stadtteil Min Buri, östlich vom Stadtzentrum Bangkoks.
Die Schule bietet einen Bildungsweg vom Vor-Kindergarten bis zur 12. Klasse. Als einzige Schweizer Auslandsschule in Asien bietet sie die Bilinguale Schweizer Matura an. Zurzeit besuchen rund 230 Schülerinnen und Schüler verschiedener Nationalitäten (hauptsächlich Deutsche, Schweizer, Österreicher und einige Thailänder) die RIS Swiss Section. Seit Februar 2007 ist die Schule ein offizielles Testcenter für die International Certification of Digital Literacy (ICDL). 1984 wurde die Deutschsprachige Schule Bangkok als „Swiss Section“ in die Ruamrudee International School (RIS, Thai: โรงเรียนร่วมฤดีวิเทศศึกษา) eingegliedert. Schulträger ist ein Verein, die Swiss Educational Association.
Die Schule erhielt 2011, nachdem die Bund-Länder-Inspektion die Schule begutachtet hatte, das Siegel „Exzellente Deutsche Auslandsschule“. 2023 feierte die Schule ihr 60-jähriges Jubiläum.

## Alumni
- Johannes Peterlik (* 1967), österreichischer Diplomat, Schulbesuch 1976 bis 1978